# 회향속
회향속(茴香屬, Foeniculum)은 미나리과에 속하는 속씨식물 속이다. 흔한 재배종 회향을 포함하고 있다.

## 하위 종
3종이 알려져 있다.
- Foeniculum scoparium Quézel - 북아프리카[4]
- Foeniculum subinodorum Maire, Weiller & Wilczek - 북아프리카[5]
- 회향 (Foeniculum vulgare) Mill. - 지중해 지역, 여러 지역의 재배종 및 귀화식물[6]